# فارست سیتی (میزوری)
فارست سیتی (به انگلیسی: Forest City) یک شهر در ایالات متحده آمریکا است که در شهرستان هالت، میزوری واقع شده‌است. فارست سیتی ۲٫۵۶ کیلومتر مربع مساحت و ۲۶۸ نفر جمعیت دارد و ۲۶۷ متر بالاتر از سطح دریا واقع شده‌است.